# Atheresthes stomias
Atheresthes stomias är en fiskart som först beskrevs av Jordan och Gilbert, 1880.  Atheresthes stomias ingår i släktet Atheresthes och familjen flundrefiskar. Inga underarter finns listade.

## Bildgalleri

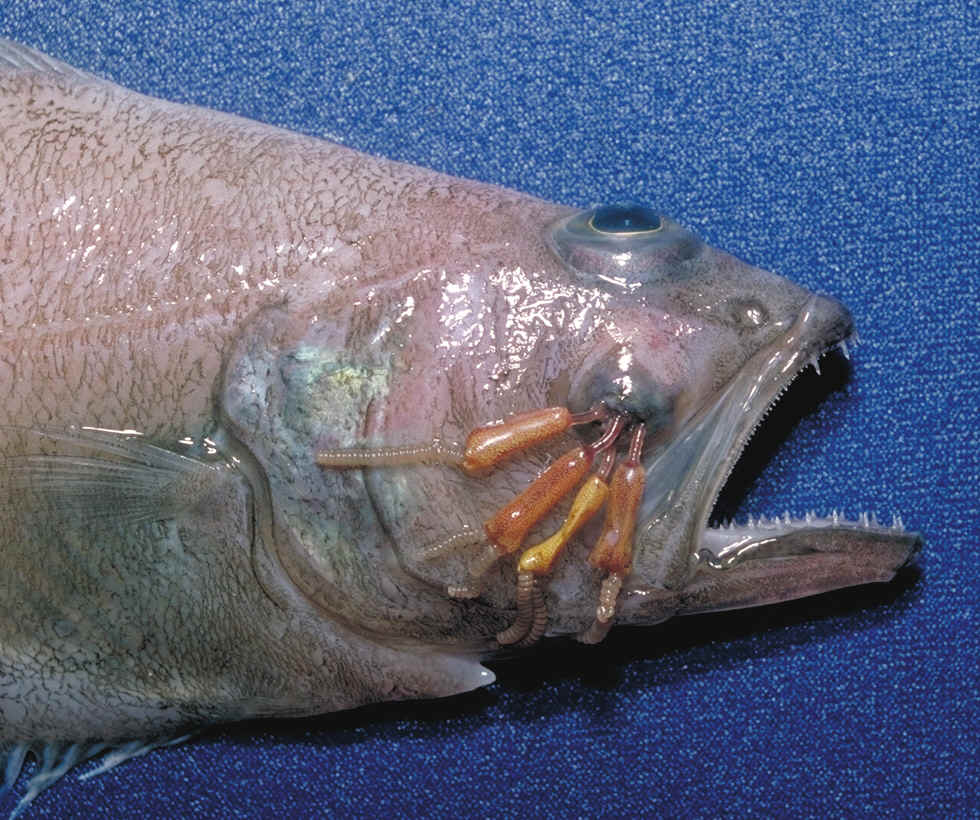
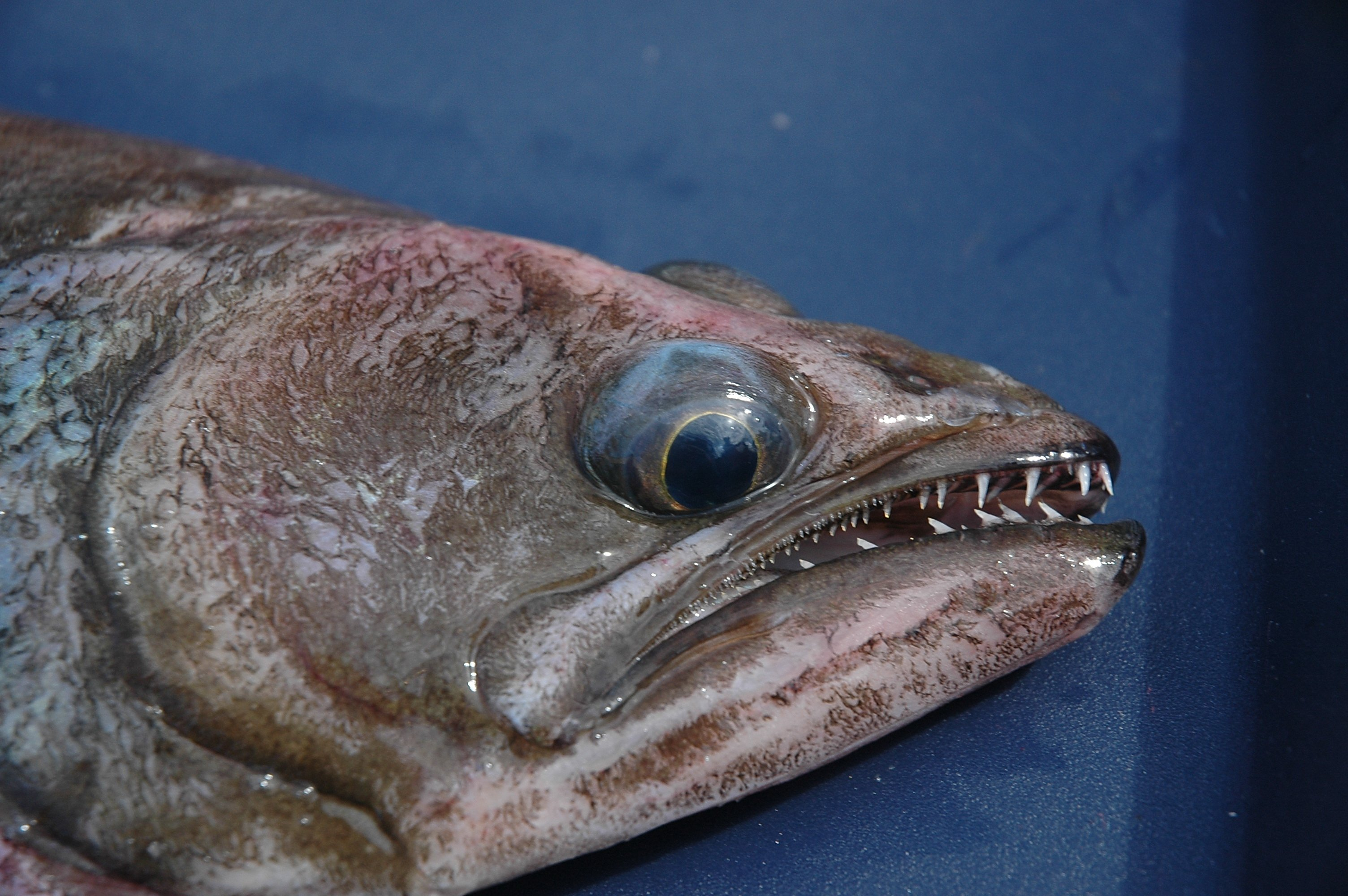
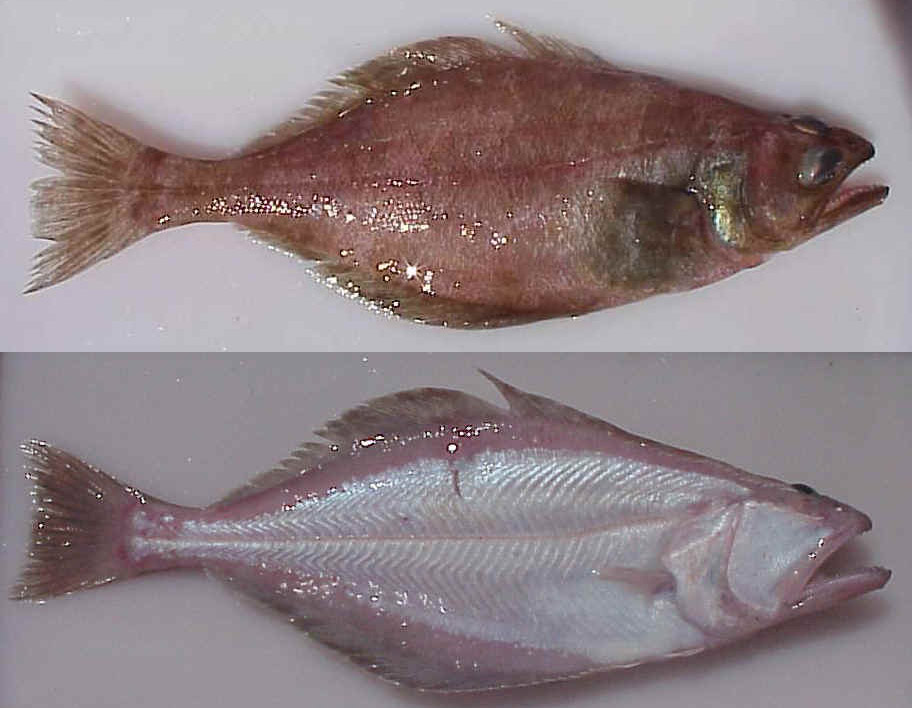
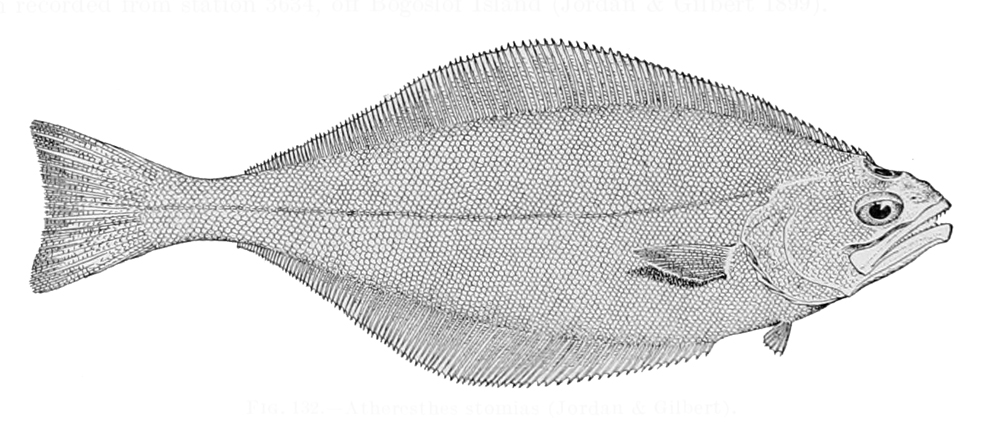